# 2.º governo do Estado Novo
O 2.º governo do Estado Novo e 10.º governo da Ditadura portuguesa, nomeado a 18 de janeiro de 1936 e exonerado a 27 de setembro de 1968, foi o terceiro de três governos consecutivos liderados por António de Oliveira Salazar, e o mais longo governo de sempre em Portugal.
A sua constituição era a seguinte:
| Cargo                                                | Detentor | Detentor                                                       | Período                                          |
| ---------------------------------------------------- | -------- | -------------------------------------------------------------- | ------------------------------------------------ |
| Presidente do Conselho de Ministros                  |          | António de Oliveira Salazar (1889–1970)                        | 18 de janeiro de 1936 a 27 de setembro de 1968   |
| Ministro da Presidência                              |          | João Lumbrales (1905–1975)                                     | 2 de agosto de 1950 a 7 de julho de 1955         |
| Ministro da Presidência                              |          | Marcelo Caetano (1906–1980)                                    | 7 de julho de 1955 a 14 de agosto de 1958        |
| Ministro da Presidência                              |          | Pedro Teotónio Pereira (1902–1972)                             | 14 de agosto de 1958 a 22 de junho de 1961       |
| Ministro de Estado Adjunto do Presidente do Conselho |          | José Gonçalo Correia de Oliveira (1921–1976)                   | 22 de junho de 1961 a 19 de março de 1965        |
| Ministro de Estado Adjunto do Presidente do Conselho |          | António da Mota Veiga (1915–2005)                              | 19 de março de 1965 a 27 de setembro de 1968     |
| Ministro da Defesa Nacional                          |          | Fernando dos Santos Costa (1899–1982)                          | 2 de agosto de 1950 a 14 de agosto de 1958       |
| Ministro da Defesa Nacional                          |          | Américo Tomás (interino) (1894–1987)                           | 22 de maio de 1957 a 29 de junho de 1957         |
| Ministro da Defesa Nacional                          |          | Júlio Botelho Moniz (1900–1970)                                | 14 de agosto de 1958 a 13 de abril de 1961       |
| Ministro da Defesa Nacional                          |          | António de Oliveira Salazar (1889–1970)                        | 13 de abril de 1961 a 4 de dezembro de 1962      |
| Ministro da Defesa Nacional                          |          | Manuel Gomes de Araújo (1897–1982)                             | 4 de dezembro de 1962 a 27 de setembro de 1968   |
| Ministro do Interior                                 |          | Mário Pais de Sousa (1891–1949)                                | 18 de janeiro de 1936 a 6 de setembro de 1944    |
| Ministro do Interior                                 |          | João Lumbrales (interino) (1905–1975)                          | 23 de julho de 1941 a 12 de agosto de 1941       |
| Ministro do Interior                                 |          | Júlio Botelho Moniz (1900–1970)                                | 6 de setembro de 1944 a 4 de fevereiro de 1947   |
| Ministro do Interior                                 |          | Augusto Cancela de Abreu (1895–1965)                           | 4 de fevereiro de 1947 a 2 de agosto de 1950     |
| Ministro do Interior                                 |          | Manuel Cavaleiro de Ferreira (interino) (1911–1992)            | 23 de outubro de 1948 a 9 de novembro de 1948    |
| Ministro do Interior                                 |          | Joaquim Trigo de Negreiros (1900–1973)                         | 2 de agosto de 1950 a 14 de agosto de 1958       |
| Ministro do Interior                                 |          | José Pires Cardoso (1904–1990)                                 | 14 de agosto de 1958 a 28 de novembro de 1958    |
| Ministro do Interior                                 |          | Arnaldo Schulz (1910–1993)                                     | 28 de novembro de 1958 a 4 de maio de 1961       |
| Ministro do Interior                                 |          | Alfredo dos Santos Júnior (1908–1990)                          | 4 de maio de 1961 a 19 de agosto de 1968         |
| Ministro do Interior                                 |          | António Manuel Gonçalves Rapazote (1910–1985)                  | 19 de agosto de 1968 a 27 de setembro de 1968    |
| Ministro da Justiça                                  |          | Manuel Rodrigues (1889–1946)                                   | 18 de janeiro de 1936 a 28 de agosto de 1940     |
| Ministro da Justiça                                  |          | Adriano Vaz Serra (1903–1989)                                  | 28 de agosto de 1940 a 6 de setembro de 1944     |
| Ministro da Justiça                                  |          | Manuel Cavaleiro de Ferreira (1911–1992)                       | 6 de setembro de 1944 a 7 de agosto de 1954      |
| Ministro da Justiça                                  |          | Cargo vago                                                     | 7 de agosto de 1954 a 14 de agosto de 1954       |
| Ministro da Justiça                                  |          | João Antunes Varela (1919–2005)                                | 14 de agosto de 1954 a 31 de maio de 1955        |
| Ministro da Justiça                                  |          | Fernando Pires de Lima (interino) (1906–1970)                  | 31 de maio de 1955 a 30 de junho de 1955         |
| Ministro da Justiça                                  |          | João Antunes Varela (1919–2005)                                | 30 de junho de 1955 a 22 de setembro de 1967     |
| Ministro da Justiça                                  |          | Mário Júlio de Almeida Costa (1927–2025)                       | 22 de setembro de 1967 a 27 de setembro de 1968  |
| Ministro das Finanças                                |          | António de Oliveira Salazar (1889–1970)                        | 18 de janeiro de 1936 a 28 de agosto de 1940     |
| Ministro das Finanças                                |          | João Lumbrales (1905–1975)                                     | 28 de agosto de 1940 a 2 de agosto de 1950       |
| Ministro das Finanças                                |          | Artur Oliveira (1894–1978)                                     | 2 de agosto de 1950 a 7 de julho de 1955         |
| Ministro das Finanças                                |          | António Pinto Barbosa (1917–2006)                              | 7 de julho de 1955 a 14 de junho de 1965         |
| Ministro das Finanças                                |          | Ulisses Cortês (1900–1975)                                     | 14 de junho de 1965 a 19 de agosto de 1968       |
| Ministro das Finanças                                |          | João Dias Rosas (1921–2014)                                    | 19 de agosto de 1968 a 27 de setembro de 1968    |
| Ministro da Guerra                                   |          | Abílio Passos e Sousa (1881–1966)                              | 18 de janeiro de 1936 a 11 de maio de 1936       |
| Ministro da Guerra                                   |          | Joaquim Abranches (interino) (1888–1939)                       | 25 de janeiro de 1936 a 5 de fevereiro de 1936   |
| Ministro da Guerra                                   |          | António de Oliveira Salazar (interino) (1889–1970)             | 11 de maio de 1936 a 6 de setembro de 1944       |
| Ministro da Guerra                                   |          | Fernando dos Santos Costa (1899–1982)                          | 6 de setembro de 1944 a 2 de agosto de 1950      |
| Ministro do Exército                                 |          | Fernando dos Santos Costa (interino) (1899–1982)               | 2 de agosto de 1950 a 26 de agosto de 1950       |
| Ministro do Exército                                 |          | Adolfo Abranches Pinto (1895–1981)                             | 2 de agosto de 1950 a 12 de abril de 1954        |
| Ministro do Exército                                 |          | Fernando dos Santos Costa (interino) (1899–1982)               | 12 de abril de 1954 a 14 de agosto de 1958       |
| Ministro do Exército                                 |          | Afonso de Almeida Fernandes (1906–1986)                        | 14 de agosto de 1958 a 13 de abril de 1961       |
| Ministro do Exército                                 |          | Mário Silva (n/d–n/d)                                          | 13 de abril de 1961 a 4 de dezembro de 1962      |
| Ministro do Exército                                 |          | Joaquim da Luz Cunha (1914–n/d)                                | 4 de dezembro de 1962 a 19 de agosto de 1968     |
| Ministro do Exército                                 |          | José Manuel Bettencourt Rodrigues (1918–2011)                  | 19 de agosto de 1968 a 27 de setembro de 1968    |
| Ministro da Marinha                                  |          | Manuel Ortins de Bettencourt (1892–1969)                       | 18 de janeiro de 1936 a 6 de setembro de 1944    |
| Ministro da Marinha                                  |          | António de Oliveira Salazar (interino) (1889–1970)             | 25 de janeiro de 1936 a 5 de fevereiro de 1936   |
| Ministro da Marinha                                  |          | António de Oliveira Salazar (interino) (1889–1970)             | 30 de janeiro de 1939 a 2 de fevereiro de 1939   |
| Ministro da Marinha                                  |          | Francisco Vieira Machado (interino) (1898–1972)                | 23 de julho de 1941 a 12 de agosto de 1941       |
| Ministro da Marinha                                  |          | Américo Tomás (1894–1987)                                      | 6 de setembro de 1944 a 10 de maio de 1958       |
| Ministro da Marinha                                  |          | Fernando dos Santos Costa (interino) (1899–1982)               | 13 de novembro de 1953 a 18 de dezembro de 1953  |
| Ministro da Marinha                                  |          | Raul Ventura (interino) (1919–1999)                            | 10 de maio de 1958 a 14 de agosto de 1958        |
| Ministro da Marinha                                  |          | Fernando de Quintanilha e Mendonça Dias (1898–1992)            | 14 de agosto de 1958 a 19 de agosto de 1968      |
| Ministro da Marinha                                  |          | Manuel Pereira Crespo (1911–1980)                              | 19 de agosto de 1968 a 27 de setembro de 1968    |
| Ministro dos Negócios Estrangeiros                   |          | Armindo Monteiro (1896–1955)                                   | 18 de janeiro de 1936 a 24 de novembro de 1936   |
| Ministro dos Negócios Estrangeiros                   |          | António de Oliveira Salazar (interino) (1889–1970)             | 6 de novembro de 1936 a 4 de fevereiro de 1947   |
| Ministro dos Negócios Estrangeiros                   |          | José Caeiro da Mata (1877–1963)                                | 4 de fevereiro de 1947 a 2 de agosto de 1950     |
| Ministro dos Negócios Estrangeiros                   |          | Paulo Cunha (1908–1986)                                        | 2 de agosto de 1950 a 14 de agosto de 1958       |
| Ministro dos Negócios Estrangeiros                   |          | Marcelo Caetano (interino) (1906–1980)                         | 26 de dezembro de 1956 a 11 de fevereiro de 1957 |
| Ministro dos Negócios Estrangeiros                   |          | Marcelo Caetano (interino) (1906–1980)                         | 29 de maio de 1957 a 27 de junho de 1957         |
| Ministro dos Negócios Estrangeiros                   |          | Marcelo Matias (1903–1999)                                     | 14 de agosto de 1958 a 4 de maio de 1961         |
| Ministro dos Negócios Estrangeiros                   |          | Alberto Franco Nogueira (1918–1993)                            | 4 de maio de 1961 a 27 de setembro de 1968       |
| Ministro das Obras Públicas e Comunicações           |          | Joaquim Abranches (1888–1939)                                  | 18 de janeiro de 1936 a 25 de maio de 1938       |
| Ministro das Obras Públicas e Comunicações           |          | Manuel Rodrigues (interino) (1889–1946)                        | 23 de maio de 1938 a 25 de maio de 1938          |
| Ministro das Obras Públicas e Comunicações           |          | Duarte Pacheco (1900–1943)                                     | 25 de maio de 1938 a 16 de novembro de 1943      |
| Ministro das Obras Públicas e Comunicações           |          | Cargo vago                                                     | 16 de novembro de 1943 a 18 de novembro de 1943  |
| Ministro das Obras Públicas e Comunicações           |          | João Lumbrales (interino) (1905–1975)                          | 18 de novembro de 1943 a 6 de setembro de 1944   |
| Ministro das Obras Públicas e Comunicações           |          | Augusto Cancela de Abreu (1895–1965)                           | 6 de setembro de 1944 a 4 de fevereiro de 1947   |
| Ministro das Obras Públicas                          |          | José Frederico Ulrich (1905–1982)                              | 4 de fevereiro de 1947 a 2 de abril de 1954      |
| Ministro das Obras Públicas                          |          | Eduardo de Arantes e Oliveira (1907–1982)                      | 2 de abril de 1954 a 12 de abril de 1967         |
| Ministro das Obras Públicas                          |          | José Machado Vaz (1903–1973)                                   | 12 de abril de 1967 a 27 de setembro de 1968     |
| Ministro das Colónias                                |          | Francisco Vieira Machado (1898–1972)                           | 18 de janeiro de 1936 a 6 de setembro de 1944    |
| Ministro das Colónias                                |          | Manuel Rodrigues (interino) (1889–1946)                        | 11 de julho de 1938 a 27 de setembro de 1938     |
| Ministro das Colónias                                |          | Manuel Rodrigues (interino) (1889–1946)                        | 17 de junho de 1939 a 12 de setembro de 1939     |
| Ministro das Colónias                                |          | Francisco José Caeiro (interino) (1890–1976)                   | 6 de junho de 1942 a 5 de janeiro de 1943        |
| Ministro das Colónias                                |          | Marcelo Caetano (1906–1980)                                    | 6 de setembro de 1944 a 4 de fevereiro de 1947   |
| Ministro das Colónias                                |          | Américo Tomás (interino) (1894–1987)                           | 9 de junho de 1945 a 14 de novembro de 1945      |
| Ministro das Colónias                                |          | Teófilo Duarte (1898–1958)                                     | 4 de fevereiro de 1947 a 2 de agosto de 1950     |
| Ministro do Ultramar                                 |          | Manuel Sarmento Rodrigues (1899–1979)                          | 2 de agosto de 1950 a 7 de julho de 1955         |
| Ministro do Ultramar                                 |          | Raul Ventura (1919–1999)                                       | 7 de julho de 1955 a 14 de agosto de 1958        |
| Ministro do Ultramar                                 |          | Vasco Lopes Alves (1898–1976)                                  | 14 de agosto de 1958 a 13 de abril de 1961       |
| Ministro do Ultramar                                 |          | Fernando de Quintanilha e Mendonça Dias (interino) (1898–1992) | 16 de junho de 1959 a 23 de julho de 1959        |
| Ministro do Ultramar                                 |          | Adriano Moreira (1922–2022)                                    | 13 de abril de 1961 a 4 de dezembro de 1962      |
| Ministro do Ultramar                                 |          | António Augusto Peixoto Correia (1913–1988)                    | 4 de dezembro de 1962 a 19 de março de 1965      |
| Ministro do Ultramar                                 |          | Joaquim da Silva Cunha (1920–1914)                             | 19 de março de 1965 a 27 de setembro de 1968     |
| Ministro da Instrução Pública                        |          | António Carneiro Pacheco (1887–1957)                           | 18 de janeiro de 1936 a 11 de abril de 1936      |
| Ministro da Educação Nacional                        |          | António Carneiro Pacheco (1887–1957)                           | 11 de abril de 1936 a 28 de agosto de 1940       |
| Ministro da Educação Nacional                        |          | Manuel Rodrigues (interino) (1889–1946)                        | 9 de março de 1939 a 23 de março de 1939         |
| Ministro da Educação Nacional                        |          | Mário de Figueiredo (1890–1969)                                | 28 de agosto de 1940 a 6 de setembro de 1944     |
| Ministro da Educação Nacional                        |          | José Caeiro da Mata (1877–1963)                                | 6 de setembro de 1944 a 4 de fevereiro de 1947   |
| Ministro da Educação Nacional                        |          | Fernando Pires de Lima (1906–1970)                             | 4 de fevereiro de 1947 a 7 de julho de 1955      |
| Ministro da Educação Nacional                        |          | Francisco de Paula Leite Pinto (1902–2000)                     | 7 de julho de 1955 a 4 de maio de 1961           |
| Ministro da Educação Nacional                        |          | Manuel Lopes de Almeida (1900–1980)                            | 4 de maio de 1961 a 4 de dezembro de 1962        |
| Ministro da Educação Nacional                        |          | Inocêncio Galvão Teles (1917–2010)                             | 4 de dezembro de 1962 a 19 de agosto de 1968     |
| Ministro da Educação Nacional                        |          | José Hermano Saraiva (1919–2012)                               | 19 de agosto de 1968 a 27 de setembro de 1968    |
| Ministro do Comércio e Indústria                     |          | Pedro Teotónio Pereira (1902–1972)                             | 18 de janeiro de 1936 a 13 de dezembro de 1937   |
| Ministro do Comércio e Indústria                     |          | João Lumbrales (1905–1975)                                     | 13 de dezembro de 1937 a 28 de agosto de 1940    |
| Ministro da Agricultura                              |          | Rafael Duque (1893–1969)                                       | 18 de janeiro de 1936 a 28 de agosto de 1940     |
| Ministro da Economia                                 |          | Rafael Duque (1893–1969)                                       | 28 de agosto de 1940 a 6 de setembro de 1944     |
| Ministro da Economia                                 |          | Clotário Luís Supico Pinto (1909–1990)                         | 6 de setembro de 1944 a 4 de fevereiro de 1947   |
| Ministro da Economia                                 |          | Daniel Barbosa (1908–1986)                                     | 4 de fevereiro de 1947 a 16 de outubro de 1948   |
| Ministro da Economia                                 |          | António Júlio de Castro Fernandes (1903–1975)                  | 16 de outubro de 1948 a 2 de agosto de 1950      |
| Ministro da Economia                                 |          | Ulisses Cortês (1917–2006)                                     | 2 de agosto de 1950 a 14 de agosto de 1958       |
| Ministro da Economia                                 |          | José Ferreira Dias (1900–1966)                                 | 14 de agosto de 1958 a 4 de dezembro de 1962     |
| Ministro da Economia                                 |          | Luís Maria Teixeira Pinto (1927–2012)                          | 4 de dezembro de 1962 a 29 de março de 1963      |
| Ministro da Economia                                 |          | Cargo vago                                                     | 29 de março de 1963 a 16 de abril de 1963        |
| Ministro da Economia                                 |          | Luís Maria Teixeira Pinto (1927–2012)                          | 16 de abril de 1963 a 19 de março de 1965        |
| Ministro da Economia                                 |          | José Gonçalo Correia de Oliveira (1921–1976)                   | 19 de março de 1965 a 27 de setembro de 1968     |
| Ministro das Comunicações                            |          | Manuel Gomes de Araújo (1897–1982)                             | 4 de fevereiro de 1947 a 4 de janeiro de 1956    |
| Ministro das Comunicações                            |          | Marcelo Caetano (interino) (1906–1980)                         | 4 de janeiro de 1956 a 1 de fevereiro de 1956    |
| Ministro das Comunicações                            |          | Manuel Gomes de Araújo (1897–1982)                             | 1 de fevereiro de 1956 a 14 de agosto de 1958    |
| Ministro das Comunicações                            |          | Carlos Ribeiro (1907–2002)                                     | 14 de agosto de 1958 a 19 de agosto de 1968      |
| Ministro das Comunicações                            |          | José Machado Vaz (interino) (1903–1973)                        | 19 de agosto de 1968 a 28 de agosto de 1968      |
| Ministro das Comunicações                            |          | José Canto Moniz (1912–1998)                                   | 28 de agosto de 1968 a 27 de setembro de 1968    |
| Ministro das Corporações e Previdência Social        |          | José Soares da Fonseca (1908–1969)                             | 2 de agosto de 1950 a 7 de julho de 1955         |
| Ministro das Corporações e Previdência Social        |          | Henrique Veiga de Macedo (1914–2005)                           | 7 de julho de 1955 a 4 de maio de 1961           |
| Ministro das Corporações e Previdência Social        |          | José João Gonçalves de Proença (1924–2012)                     | 4 de maio de 1961 a 27 de setembro de 1968       |
| Ministro da Saúde e Assistência                      |          | Henrique Martins de Carvalho (1919–1994)                       | 14 de agosto de 1958 a 9 de dezembro de 1960     |
| Ministro da Saúde e Assistência                      |          | Cargo vago                                                     | 9 de dezembro de 1960 a 14 de dezembro de 1960   |
| Ministro da Saúde e Assistência                      |          | Henrique Martins de Carvalho (1919–1994)                       | 14 de dezembro de 1960 a 4 de dezembro de 1962   |
| Ministro da Saúde e Assistência                      |          | Pedro Soares Martínez (1925–2021)                              | 4 de dezembro de 1962 a 15 de outubro de 1963    |
| Ministro da Saúde e Assistência                      |          | Alfredo dos Santos Júnior (interino) (1908–1990)               | 15 de outubro de 1963 a 23 de novembro de 1963   |
| Ministro da Saúde e Assistência                      |          | Francisco Neto de Carvalho (1921–2017)                         | 23 de novembro de 1963 a 19 de agosto de 1968    |
| Ministro da Saúde e Assistência                      |          | Joaquim de Jesus Santos (1921–1994)                            | 19 de agosto de 1968 a 27 de setembro de 1968    |